# Raffaela Schaidreiter

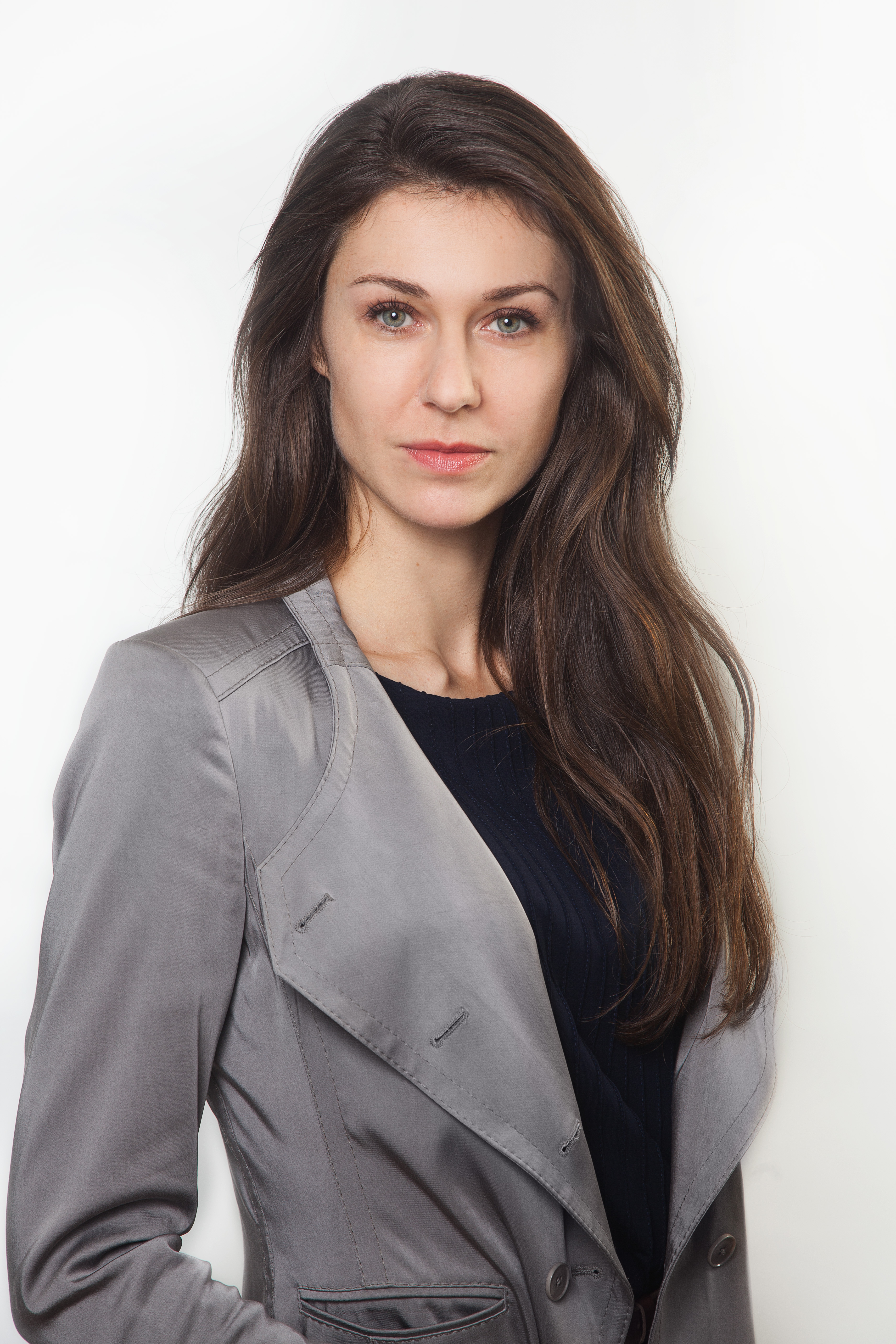
Raffaela Schaidreiter (2017)

Raffaela Christina Schaidreiter (* 25. August 1985 in Hallein, Salzburg) ist eine österreichische Radio- und TV-Journalistin beim ORF. Sie ist seit 2017 EU-Korrespondentin in Brüssel.

## Leben und Karriere
Schaidreiter wuchs  als Tochter eines Forstwirts in Werfen im Pongau
auf. Sie hat eine Schwester. Nach ihrer Matura im Jahr 2003 studierte Schaidreiter Theater-, Film- und Medienwissenschaften an der Universität Wien. Danach absolvierte sie ein Studium der Forstwirtschaft an der Universität für Bodenkultur Wien, welches sie mit dem Grad einer Diplom-Ingenieurin (DI) abschloss. Nach eigener Angabe absolvierte sie auch ein Auslandssemester an der ETH Zürich. Seit 2013 ist sie Mitarbeiterin des ORF.

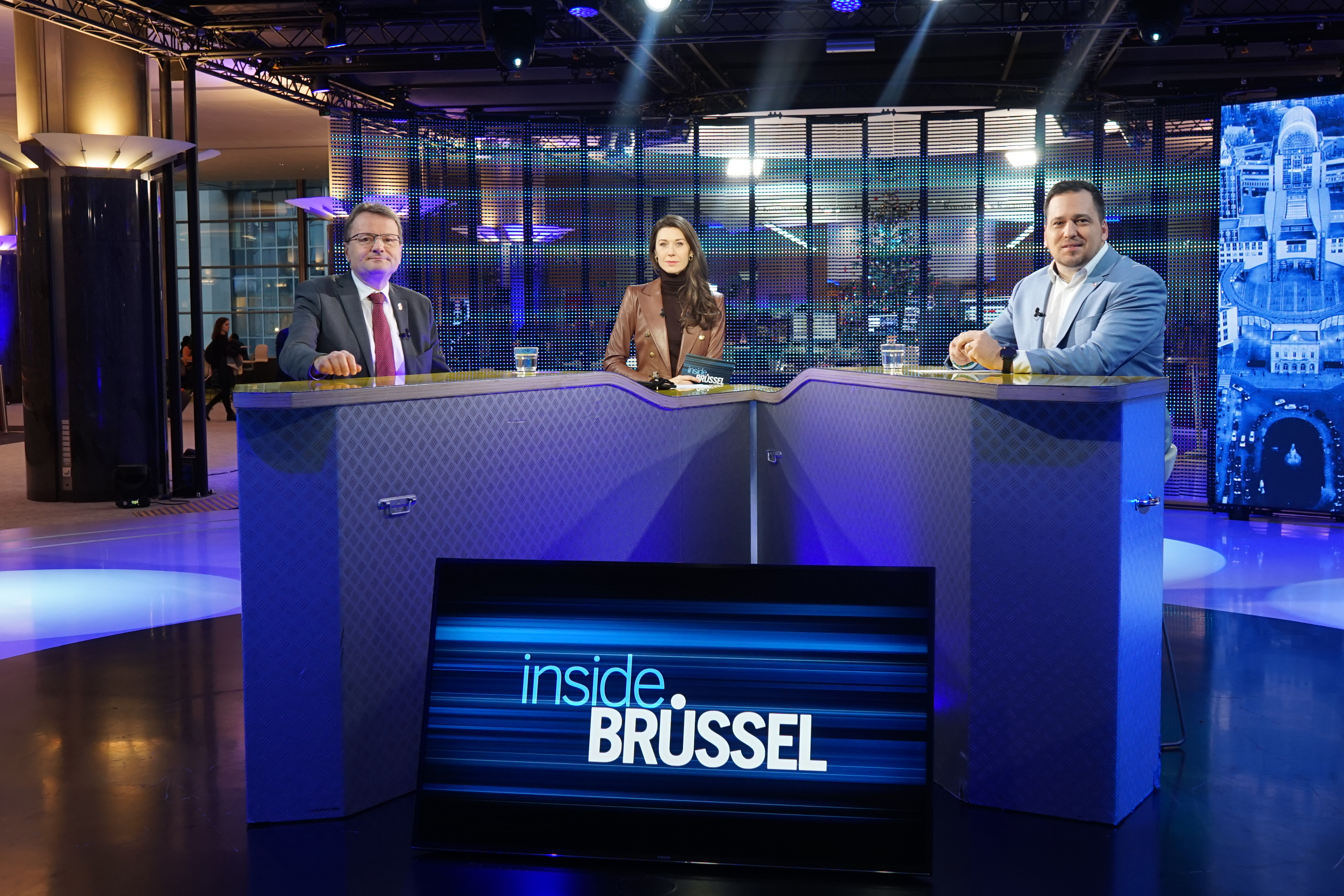
Raffaela Schaidreiter diskutiert mit den EU-Abgeordneten Hannes Heide und Tomáš Zdechovský (2022)

Nach zweieinhalb Jahren im ORF-Landesstudio Salzburg wechselte Schaidreiter in die ORF-Radio-Wirtschaftsredaktion nach Wien. Seit 1. November 2017 berichtet sie als EU-Korrespondentin für den ORF aus Brüssel und ist seit 2021 zudem Leiterin des ORF-Korrespondentenbüros in Brüssel. Sie moderiert die Diskussionssendung Inside Brüssel auf ORF III und diverse Diskussionsformate im ORF. Im Juni 2024 moderierte sie gemeinsam mit Tobias Pötzelsberger die Diskussionssendung der österreichischen Spitzenkandidaten zur EU-Wahl 2024.

## Filme
2010 spielte sie in dem Film Paradeisiana unter der Regie von Hans Hofer mit.
2011 war Raffaela Schaidreiter als Interviewerin am Dokumentarfilm Der Steiner Irg über den Bergsteiger Georg „Irg“ Steiner beteiligt. Das Werk wurde unter anderem auf dem Filmfestival in Radstadt, dem Internationalen Bergfilmfestival Tegernsee und dem Berg- und Abenteuerfilmfestival Graz gezeigt.

## Auszeichnungen
- 2024: René-Marcic-Preis[3]
- 2024: Journalist des Jahres (Hauptpreis und Kategorie Außenpolitik/EU)[11]